# 20 Jazz Funk Greats
20 Jazz Funk Greats – trzeci album studyjny brytyjskiej grupy industrialnej Throbbing Gristle, wydany w 1979 roku.

## Opis albumu
Jest to pierwsze w pełni studyjne wydawnictwo zespołu; poprzednie płyty zawierały bowiem zarówno fragmenty ze studia nagrań, jak i koncertów. Zdjęcie na okładce zostało wykonane przy kredowym urwisku Beachy Head w pobliżu Eastbourne, popularnym miejscu wśród samobójców. Niektóre wydania albumu miały na okładce również martwe, nagie ludzkie ciało, ukryte wśród traw. Jednakże reszta oprawy albumu była ironiczna - członkowie zespołu są w nim ubrani w codzienne, zwyczajne stroje, jakby gotowe na piknik, a tytuł płyty sugeruje sielankową zawartość. Tym samym ktoś mógłby nieświadomie kupić album, spodziewając się właśnie takiej zawartości - i na to liczył zespół.
Płyta została doceniona przez krytyków jako jedno z niewielu dzieł w tym gatunku ze względu na łączenie eksperymentalnych dźwięków z niepasującymi wokalami, umiejętne wykorzystywanie kiczu i łamanie tabu. Pitchfork Media nagrodził album idealną oceną 10.0/10.0 i umieścił płytę na 91. miejscu rankingu najlepszych płyt lat 70.

## Lista utworów
Wszystkie utwory napisane i skomponowane przez Throbbing Gristle (Genesis P-Orridge, Cosey Fanni Tutti, Chris Carter, Peter Christopherson).
| 1.  | 20 Jazz Funk Greats                       | 2:51    |
|     |                                           |         |
| 2.  | Beachy Head                               | 3:42    |
|     |                                           |         |
| 3.  | Still Walking                             | 4:56    |
|     |                                           |         |
| 4.  | Tanith                                    | 2:20    |
|     |                                           |         |
| 5.  | Convincing People                         | 4:54    |
|     |                                           |         |
| 6.  | Exotica                                   | 2:53    |
|     |                                           |         |
| 7.  | Hot on the Heels of Love                  | 4:24    |
|     |                                           |         |
| 8.  | Persuasion                                | 6:36    |
|     |                                           |         |
| 9.  | Walkabout                                 | 3:04    |
|     |                                           |         |
| 10. | What a Day!                               | 4:38    |
|     |                                           |         |
| 11. | Six Six Sixties                           | 2:07    |
|     |                                           |         |
| 12. | Discipline (Berlin) (utwór dodatkowy)     | 10:46   |
|     |                                           |         |
| 13. | Discipline (Manchester) (utwór dodatkowy) | 8:06    |
|     |                                           |         |
|     |                                           | 1:01:17 |
|     |                                           |         |

## Personel
- Genesis P-Orridge – wokal, gitara basowa, wiolonczela, wibrafon, syntezator
- Cosey Fanni Tutti – gitara, syntezator, wokal, kornet
- Chris Carter – syntezator, sekwencjonowanie, programowanie perkusji, wokal
- Peter Christopherson – kaseta, wibrafon, kornet, wokal
- Sinclair/Brooks - produkcja muzyczna